# 脚踏三条船
《脚踏三条船》（英語：Chasing Papi）是2003年在美国上映的喜剧电影。

## 演员
- 罗塞莉·桑切斯饰演Lorena
- 索菲婭·維加拉饰演Cici
- 杰西·韦拉斯克斯饰演Patricia
- Eduardo Verástegui饰演Tomás "Papi" Fuentes